# Falsohomaemota novaecaledonica
Falsohomaemota novaecaledonica là một loài bọ cánh cứng trong họ Cerambycidae.